# Andy Leavine
Andrew (Andy) Leavine (Brooksville (Florida), 27 december 1987) is een Amerikaans professioneel worstelaar, die actief was in de WWE op Florida Championship Wrestling (FCW).
Leavine won het vijfde seizoen van WWE Tough Enough.

## Professioneel worstelcarrière

### World Wrestling Entertainment (2010-heden)
In begin 2010 ondertekende Leavine een contract met de World Wrestling Entertainment (WWE) en werd naar de Florida Championship Wrestling (FCW), een WWE-opleidingscentrum, verwezen om te trainen. Leavine worstelde onder zijn ringnaam Kevin Hackman verscheidene wedstrijden voordat hij vrijgesteld werd om deel te nemen aan seizoen 5 van WWE Tough Enough.
In maart 2011 had men aangekondigd dat Leavine een van de veertien deelnemers was voor het terugkerende WWE-programma, WWE Tough Enough. Leavine was een van de 'favorieten' tijdens de competitie en bereikte samen met Luke Robinson de finale. Tijdens de Raw-aflevering op 6 juni 2011 werd er door Stone Cold Steve Austin aangekondigd dat Leavine de winnaar was van de Tough Enough. Na de bekendmaking gaf Austin hem een "Stone Cold Stunner" als een welkomstgeschenk van de WWE.
Leavine maakte zijn op-scherm debuut tijdens de Raw-aflevering op 13 juni 2011. Hij was in de achtergrond in gesprek met Stone Cold Steve Austin, die de General Manager van Raw was in die week. De twee vierden Leavines overwinning op Tough Enough en hun viering werd onderbroken door CM Punk. Na zijn korte verschijning op Raw, Leavine keerde terug naar de FCW om verder te trainen en gebruikte zijn oude ringnaam Kevin Hackman.
Op 15 augustus 2011 werd Leavine voor 30 dagen geschorst door inbreuk op WWE's Wellness Policy. Een jaar later, in april 2012, was Leavine vrijgegeven van zijn WWE-contract.

## Persoonlijk leven
Leavine verblijft momenteel (2011) in Tampa (Florida) met zijn vrouw, dochter en zoon.

## In het worstelen
- Finishers
  - Cattle Drive
- Signature moves
  - Running big boot

## Prestaties
- WWE
  - Tough Enough (seizoen 5)